# Hawthorne (Californie)
Pour les articles homonymes, voir Hawthorne.
Hawthorne est une ville du comté de Los Angeles, dans l'État de Californie aux États-Unis. Sa population s’élevait à 84 293 habitants lors du recensement de 2010, estimée à 87 854 habitants en 2017.
C'est là que se trouve le siège, les bureaux d'études et les installations industrielles de la société SpaceX.

## Géographie
Selon le Bureau du recensement des États-Unis, Hawthorne a une superficie de 15,7 km2.

## Personnalités liées à la commune
- Fred Dryer, acteur américain et un ancien joueur de football américain né à Hawthorne.
- Brian Wilson, Dennis Wilson et Carl Wilson, tous membres des Beach Boys
- Tyler the Creator, rappeur américain de renommée internationale, réalisateur de igor, flower boy, wolf et chromakopia

## Démographie
| 1930  | 1940  | 1950   | 1960   | 1970   | 1980   |
| ----- | ----- | ------ | ------ | ------ | ------ |
| 6 596 | 8 263 | 16 316 | 33 035 | 53 304 | 56 437 |

| 1990   | 2000   | 2010   | - | - | - |
| ------ | ------ | ------ | - | - | - |
| 71 349 | 84 112 | 84 293 | - | - | - |